# Pouteria reticulata
Pouteria reticulata es una especie de árbol de la familia Sapotaceae, que se encuentra desde México hasta el sur de Brasil.

## Descripción
Alcanza entre 5 a 18 m de altura. El tronco tiene raíces tablares en la base y una corteza gruesa parda negruzca o grisácea. Copa amplia y follaje denso. Hojas simples y alternas, de 5 a 15 cm de largo por 2 a 6 cm de ancho, elípticas, espiraladas, con bordes ondulados y nervaduras secundárias y terciarias densamente reticuladas en ambos lados; con  pecíolo de 1 a 2 cm de largo. Las  inflorescencias nacen encima de las axilas de las hojas con 3 a 20 flores color crema verdoso o amarillento. El fruto es redondeado de 1,5 a 4 cm de diámetro com cáscara fina, amarilla al principio, morada o negruzca al madurar y pulpa harinosa, envolviendo una o dos semillas redondas lisas, lustrosas de 2 a 10 mm de ancho.

## Usos
El fruto es comestible fresco, dulce «con sabor a galleta de vainilla». La pulpa puede aprovecharse para hacer jugos, helados, dulces, tortas o galletas. La madera es dura y pesada y puede ser empleada en vigas o en cercas.